# Scaptodrosophila brunneipennis
Scaptodrosophila brunneipennis är en tvåvingeart som först beskrevs av Malloch 1923.  Scaptodrosophila brunneipennis ingår i släktet Scaptodrosophila och familjen daggflugor. Inga underarter finns listade i Catalogue of Life.